# GVV Velocitas in het seizoen 1959/60
Het seizoen 1959/1960 was het vijfde en laatste jaar in het bestaan van de Groninger betaaldvoetbalclub Velocitas. De club kwam uit in de Tweede divisie A en eindigde daarin op de vijfde plaats. Door de sanering in het betaald voetbal heeft de KNVB de onderste drie teams van beide divisies, aangevuld met de voorlaatsten van het seizoen ervoor, in een degradatiepoule geplaatst. Hierin haalde de club de zesde plaats en degradeerde naar het amateurvoetbal.

## Wedstrijdstatistieken

### Tweede divisie B
|       | Be Quick | Enschedese Boys | Heerenveen | Hilversum | Oldenzaal | PEC   | Rheden | Tubantia | Velox | Zeist | Zwartemeer | Zwolsche Boys |
| ----- | -------- | --------------- | ---------- | --------- | --------- | ----- | ------ | -------- | ----- | ----- | ---------- | ------------- |
| Thuis | 0 – 1    | 3 – 2           | 0 – 1      | 4 – 1     | 2 – 1     | 1 – 2 | 3 – 0  | 0 – 1    | 3 – 1 | 7 – 1 | 2 – 1      | 2 – 1         |
| Uit   | 2 – 0    | 4 – 2           | 3 – 2      | 1 – 0     | 0 – 1     | 0 – 5 | 1 – 1  | 1 – 1    | 4 – 2 | 1 – 1 | 2 – 1      | 3 – 3         |

### Degradatiecompetitie
| 1e speelronde                                                                                         | Baronie                                                             | 3 – 2 (2 – 0) | Velocitas                             |
| 10 april 1960 Plaats: Breda Fatimastraat Toeschouwers: 1.800 Scheidsrechter: Lau van Ravens           | Cor Aben 18' Henk van Ierssel 42' Henny Soffers 85'                 |               | 53' Rio Zoutman 84' Alie Kruger       |
| 2e speelronde                                                                                         | Velocitas                                                           | 0 – 0         | Zwartemeer                            |
| 16 april 1960 Plaats: Groningen Stadspark Toeschouwers: 3.000 Scheidsrechter: Wim Beltman             |                                                                     |               |                                       |
| 3e speelronde                                                                                         | Zwolsche Boys                                                       | 0 – 0         | Velocitas                             |
| 18 april 1960 Plaats: Zwolle Gemeentelijk Sportpark Toeschouwers: 3.500 Scheidsrechter: Henk Lazaroms |                                                                     |               |                                       |
| 4e speelronde                                                                                         | Velocitas                                                           | 3 – 1 (0 – 1) | ONA                                   |
| 24 april 1960 Plaats: Groningen Stadspark Toeschouwers: 750 Scheidsrechter: André La Croix            | Henk Medema 75' Evert Drommel Klöne 90'                             |               | 3' A. van den Berg                    |
| 5e speelronde                                                                                         | UVS                                                                 | 4 – 1 (1 – 0) | Velocitas                             |
| 1 mei 1960 Plaats: Leiden Wassenaarseweg Toeschouwers: 4.500 Scheidsrechter: Cor van den Berg         | Leo van Toorn 11', 68' Wim van Kampen 52' (pen) Ben Goosens 65'     |               | 47' Evert Drommel                     |
| 6e speelronde                                                                                         | Velocitas                                                           | 2 – 1 (2 – 0) | Rheden                                |
| 5 mei 1960 Plaats: Groningen Stadspark Toeschouwers: 2.000 Scheidsrechter: Cees Arkenbout             | Jan Bats 12', 43'                                                   |               | 75' Ap Bosveld                        |
| 7e speelronde                                                                                         | Xerxes                                                              | 4 – 1 (2 – 0) | Velocitas                             |
| 8 mei 1960 Plaats: Rotterdam Xerxesweg Toeschouwers: 1.100 Scheidsrechter: Jan Godding                | Wim Pijpe 30' Kees Hendriks 35' Peet Geel –', 88'                   |               | Jan Koolman                           |
| 8e speelronde                                                                                         | Velocitas                                                           | 1 – 0 (1 – 0) | Baronie                               |
| 15 mei 1960 Plaats: Groningen Stadspark Toeschouwers: 2.500 Scheidsrechter: Henk Veldhuizen           | Jaap van Oosten 11'                                                 |               |                                       |
| 9e speelronde                                                                                         | Zwartemeer                                                          | 1 – 0 (0 – 0) | Velocitas                             |
| 29 mei 1960 Plaats: Klazienaveen Mr. Ovingstraat Toeschouwers: 6.000 Scheidsrechter: Lau van Ravens   | Job Drent 53'                                                       |               |                                       |
| 10e speelronde                                                                                        | Velocitas                                                           | 0 – 0         | Zwolsche Boys                         |
| 26 mei 1960 Plaats: Groningen Stadspark Toeschouwers: 3.000 Scheidsrechter: Joop Martens              |                                                                     |               |                                       |
| 11e speelronde                                                                                        | ONA                                                                 | 1 – 1 (0 – 1) | Velocitas                             |
| 29 mei 1960 Plaats: Gouda Walvisstraat Toeschouwers: 1.500 Scheidsrechter: Koen Brouwer               | Joop Christ 70'                                                     |               | 23' Jaap van Oosten                   |
| 12e speelronde                                                                                        | Velocitas                                                           | 0 – 2 (0 – 1) | UVS                                   |
| 4 juni 1960 Plaats: Groningen Oosterpark Toeschouwers: 1.500 Scheidsrechter: Wim Beltman              |                                                                     |               | 6' Wim van Kampen 75' Coen Rijshouwer |
| 13e speelronde                                                                                        | Rheden                                                              | 2 – 2 (1 – 2) | Velocitas                             |
| 6 juni 1960 Plaats: Rheden Thomassen-terrein Toeschouwers: 200 Scheidsrechter: Cees Arkenbout         | Ap Bosveld 20' Fijko Aalders 60'                                    |               | 35' Jurrie Smeltekop 40' Smit         |
| 14e speelronde                                                                                        | Velocitas                                                           | 4 – 1 (1 – 0) | Xerxes                                |
| 12 juni 1960 Plaats: Groningen Stadspark Toeschouwers: 1.500 Scheidsrechter: Jan Bronkhorst           | Jaap van Oosten 25' Evert Drommel 51' Jurrie Smeltekop 65' Smit 69' |               | Wim Wolffers                          |

### Play-offs om plaats 4
| Wedstrijd 1                                                                                       | Xerxes                                                      | 4 – 0 (2 – 0) | Velocitas |
| 19 juni 1960 Plaats: Apeldoorn Berg & Bos Toeschouwers: 2.500 Scheidsrechter: Wim Beltman         | Wim Wolffers 23', 40' Kees Hendriks 83' Hans Rijshouwer 88' |               |           |
| Wedstrijd 2                                                                                       | Baronie                                                     | 1 – 0 (1 – 0) | Velocitas |
| 26 juni 1960 Plaats: Zwolle Gemeentelijk Sportpark Toeschouwers: 500 Scheidsrechter: Joop Martens | Theo Bilok 28'                                              |               |           |

## Statistieken Velocitas 1959/1960

### Eindstand Velocitas in de Nederlandse Tweede divisie B 1959 / 1960
| Stand | Gespeeld | Gewonnen | Gelijk | Verloren | Punten | Doelpunten voor | Doelpunten tegen |
| ----- | -------- | -------- | ------ | -------- | ------ | --------------- | ---------------- |
| 5e    | 24       | 10       | 4      | 10       | 24     | 46              | 35               |

### Topscorers
| #      | Naam            | Goal |
| ------ | --------------- | ---- |
| 1.     | Evert Drommel   | 13   |
| 2.     | Jaap van Oosten | 9    |
| 3.     | Alie Kruger     | 8    |
| 5.     | Willy Rozenboom | 7    |
| 5.     | Dietmar Srowig  | 7    |
| 6.     | Jan Koolman     | 1    |
| 6.     | Harm Postma     | 1    |
| Totaal | Totaal          | 46   |

| #      | Naam             | Goal |
| ------ | ---------------- | ---- |
| 1.     | Evert Drommel    | 3    |
| 1.     | Jaap van Oosten  | 3    |
| 3.     | Jan Bats         | 2    |
| 3.     | Jurrie Smeltekop | 2    |
| 3.     | Smit             | 2    |
| 6.     | Klöne            | 1    |
| 6.     | Jan Koolman      | 1    |
| 6.     | Alie Kruger      | 1    |
| 6.     | Henk Medema      | 1    |
| 6.     | Rio Zoutman      | 1    |
| Totaal | Totaal           | 17   |

| #      | Naam        | Goal |
| ------ | ----------- | ---- |
| –      | Geen speler | 0    |
| Totaal | Totaal      | 0    |